# Wolfgang Pfeiffer (Kunsthistoriker)
Wolfgang Pfeiffer (* 11. November 1912 in Dresden; † 28. Oktober 2003 in Itanhaém, Brasilien) war ein deutsch-brasilianischer Kunsthistoriker und Sachbuchautor.

## Leben und Werk
Wolfgang Pfeiffer wuchs in Meißen auf, wo sein Vater Max Adolf Pfeiffer als Generaldirektor die Meißner Porzellanmanufaktur leitete. In München studierte Pfeiffer Kunstgeschichte und schrieb seine erste kunsthistorische Abhandlung. 1941 wurde er promoviert. Während des Zweiten Weltkrieges war er im besetzten Frankreich für den Kunstschutz tätig und kam gegen Ende des Krieges in amerikanische Kriegsgefangenschaft.
1948 wanderte er mit seiner Schwester Ulrike Pfeiffer nach Brasilien aus.  Dort war er im Museu de Arte de São Paulo (MASP) tätig und koordinierte 1957 die IV. Biennale. Pfeiffer bekam Anfang der 1970er Jahre zusammen mit drei anderen promovierten Kunsthistorikern einen Ruf an die Universität von São Paulo, um den für Brasilien neuen Studiengang Kunstgeschichte einzurichten. 1978 übernahm er für vier Jahre die Leitung des Museu de Arte Moderna de São Paulo (MAM). Pfeiffer publizierte zahlreiche Kunstkataloge. 1970 gründete er den Beirat des Goethe-Instituts in São Paulo, dem er zehn Jahre angehörte.

## Veröffentlichungen (Auswahl)
- Brasilien. Völker und Kulturen zwischen Amazonas und Atlantik. 3. Auflage. DuMont, Köln 1991, ISBN 3-7701-1434-5.
- Artistas alemães e o Brasil = Deutsche Künstler und Brasilien. Empresa das Artes, Projetos e Edições Artísticas, São Paulo 1996, ISBN 85-85628-21-9.